# Discestra mutata
Discestra mutata är en fjärilsart som beskrevs av F. H. Wolley Dod 1913. Discestra mutata ingår i släktet Discestra och familjen nattflyn. Inga underarter finns listade i Catalogue of Life.